# Фу Јен
Фу Јен (виј. Phu Yen) је једна од 58 покрајина Вијетнама. Налази се у региону Јужна Централна Обала. Заузима површину од 5.060,6 km². Према попису становништва из 2009. у покрајини је живело 862.231 становника. Главни град је Tuy Hòa.